# Cantone di Claret
Il Cantone di Claret era una divisione amministrativa dell'arrondissement di Montpellier.
A seguito della riforma approvata con decreto del 26 febbraio 2014, che ha avuto attuazione dopo le elezioni dipartimentali del 2015, è stato soppresso.

## Composizione
Comprendeva i comuni di:
- Campagne
- Claret
- Ferrières-les-Verreries
- Fontanès
- Garrigues
- Lauret
- Sauteyrargues
- Vacquières
- Valflaunès